# Tom Hardy
Edward Thomas Hardy, detto Tom (Londra, 15 settembre 1977), è un attore, produttore cinematografico e produttore televisivo britannico.

Firma di Tom Hardy

Ha debuttato nel film diretto da Ridley Scott Black Hawk Down - Black Hawk abbattuto (2001), ma riceve il riconoscimento internazionale nel 2010 quando appare in Inception diretto da Christopher Nolan. Tra i suoi ruoli più importanti ricordiamo il pretore remano Shinzon in Star Trek - La nemesi (2002), il feroce criminale Michael Gordon Peterson in Bronson (2008), Ricki Tarr in La talpa (2011), Bane in Il cavaliere oscuro - Il ritorno (2012) di Christopher Nolan, "Mad" Max in Mad Max: Fury Road (2015) e Fitzgerald in Revenant - Redivivo (2015). Più recentemente è apparso nelle serie televisive Peaky Blinders (2014), nel ruolo di Alfie Solomons, e Taboo (2017). Interpreta poi Eddie Brock nella serie di film del Sony's Spider-Man Universe Venom (2018), Venom - La furia di Carnage (2021) e Venom: The Last Dance (2024).
Per il suo lavoro ha ricevute diverse candidature tra cui l'Oscar come miglior attore non protagonista, due Critics' Choice Awards, due British Academy Film Awards ed è stato il vincitore del BAFTA alla miglior stella emergente nel 2011.

## Biografia

### Inizio
Nato nel quartiere londinese di Hammersmith, è poi cresciuto a East Sheen, figlio unico di Anne, artista e pittrice di estrazione cattolica irlandese, e di Edward "Chips" Hardy, commediografo.
Ha compiuto gli studi presso la Reeds School, Tower House School, Richmond Drama School e successivamente al Drama Centre London, dove condivise alcune classi con Michael Fassbender. All'età di diciannove anni vinse un concorso chiamato The Big Breakfast's Find Me a Supermodel, ottenendo un breve contratto come modello presso l'agenzia Models One.

### Vita privata
Nel 1999 sposò Sarah Ward, dalla quale divorziò nel 2004, anche a causa del suo stile di vita eccessivo. Ha un figlio, Louis Thomas (2008), avuto dall'ex fidanzata Rachael Speed, assistente alla regia, che conobbe sul set di The Virgin Queen. Nel 2009 iniziò una relazione con l'attrice Charlotte Riley, conosciuta mentre lavoravano alla miniserie The Take - Una storia criminale e Wuthering Heights. La coppia si fidanzò nel 2010 e convolò a nozze il 4 luglio 2014, in Francia. Hanno due figli nati rispettivamente nell'ottobre 2015 e il 18 dicembre 2018.
In un'intervista al Daily Mail del luglio 2010 dichiarò di avere avuto anche diverse esperienze omosessuali negli anni della giovinezza e di sentire di avere un carattere e sentimenti «intrinsecamente femminili». Nel 2011 rilasciò nuovamente un'intervista in cui dichiarò di essere stato frainteso e di non essere mai stato con un uomo. Ha molti tatuaggi, tra cui alcuni tribali e la sua bandiera nazionale. Pratica jiu jitsu brasiliano e capoeira.

### Immagine pubblica
Nel 2013 fu classificato in 17ª posizione nella classifica di Empire "100 Sexiest Movie Stars". Fu citato dalla rivista GQ come uno dei 50 uomini britannici più eleganti del 2015 (45º). Nel 2016 venne inserito dalla rivista Debrett's tra le persone più influenti del Regno Unito.
Hardy fu più volte inserito dalla rivista Glamour UK nella classifica degli uomini più sexy, classificandosi al 57º posto nel 2013, 51° nel 2015, 52°nel 2016, 19° nel 2017 e al 1º posto nel 2018.
Nel febbraio 2018 il Madame Tussauds di Londra inaugurò una statua di cera con le fattezze dell'attore. La statua presenta un meccanismo che simula un cuore pulsante, includendo anche un busto morbido e caldo. L'8 giugno fu eletto Commendatore dell'Impero Britannico per i servizi all'arte drammatica.
È stato nominato l'attore britannico più amato dal pubblico del XXI secolo.

### Beneficenza
Nel 2012 Hardy e la moglie diventarono ambasciatori di Bowel Cancer Uk. Nel dicembre 2015 aderì alla loro iniziativa Decembeard, che invitava a fare crescere la barba per sensibilizzare le persone sul tumore dell'intestino. È ambasciatore della Prince's Trust, un'associazione di recupero, e partecipa agli incontri con i giovani ragazzi.
Hardy è un filantropo, vegano e attivo nell'Animal Liberation Movement. Grande amante degli animali, nel febbraio 2017 si unì a PETA per una nuova campagna contro il maltrattamento dei cani e per promuovere l'adozione di animali da compagnia, realizzando uno spot accanto a uno dei suoi cani.

## Carriera

### Anni 2000

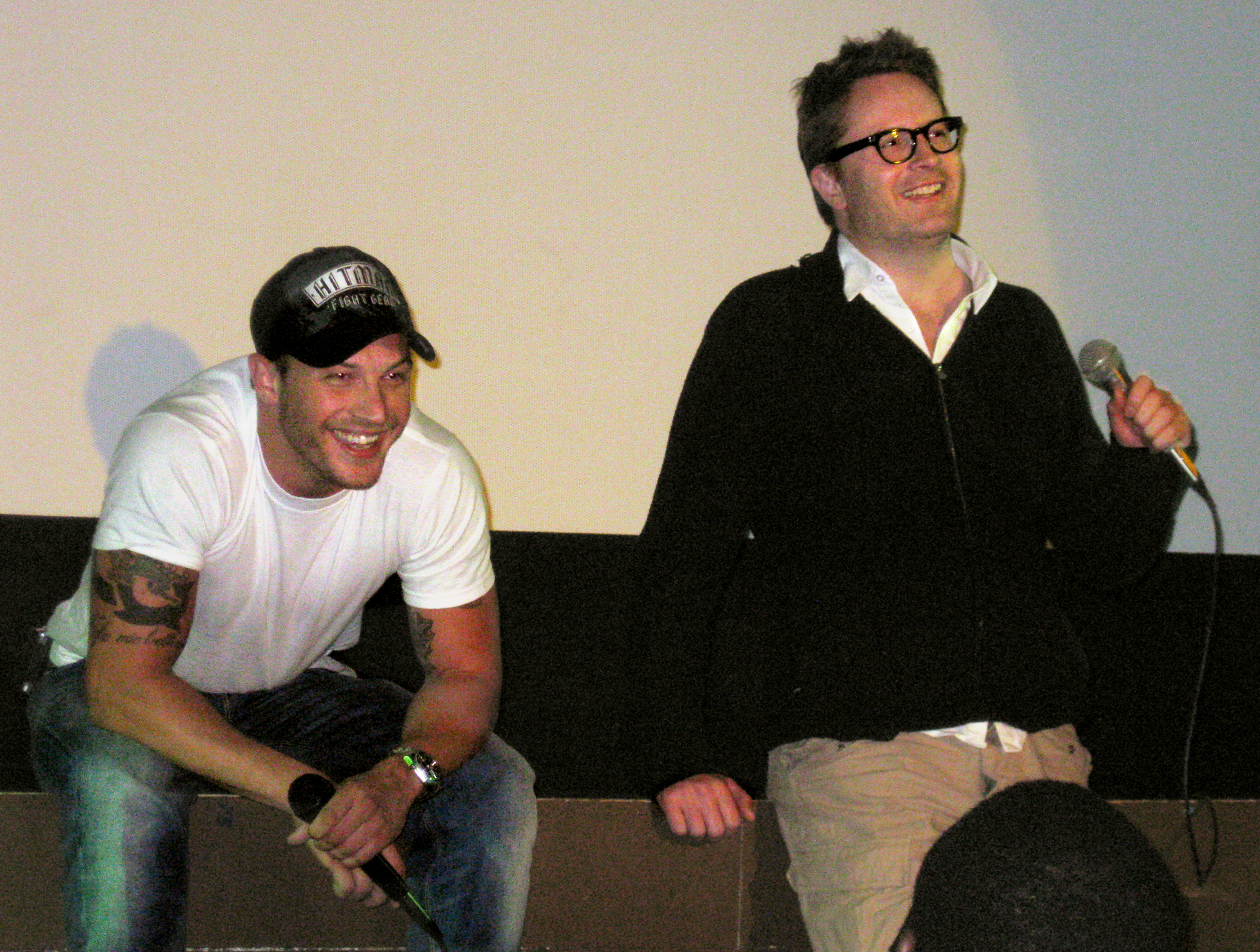
Tom Hardy e Nicolas Winding Refn nel 2009

Appena terminata la scuola di recitazione ottenne il ruolo del soldato John Janovec nella miniserie della HBO Band of Brothers - Fratelli al fronte, prodotta da Steven Spielberg e Tom Hanks. Nel 2001 debuttò sul grande schermo, con un ruolo secondario, nel film di Ridley Scott Black Hawk Down, ambientato tra il 1992-1993 durante la guerra civile in Somalia. Nel 2002 ottenne una forte esposizione internazionale grazie al ruolo del pretore remano Shinzon, il clone malvagio del capitano Jean-Luc Picard, in Star Trek - La nemesi. Nonostante la sua notevole interpretazione, il film fu un insuccesso al botteghino incassando solo 67 milioni di dollari a fronte di un budget di 60 milioni. In concomitanza con l'insuccesso del film l'attore divenne sempre più dipendente da alcool e droga. Tornato in patria prese parte a varie produzioni indipendenti, come Dot the I - Passione fatale e The Reckoning - Percorsi criminali.
Nel 2003, anno in cui andò in riabilitazione per disintossicarsi, lavorò principalmente in teatro, vincendo un Evening Standard Award come miglior esordiente per le sue performance in Blood e In Arabia, We'd All Be Kings, portate in scena rispettivamente al Royal Court Theatre e al Hampstead Theatre. Sempre per la sua interpretazione in In Arabia, We'd All Be Kings ottenne una candidatura al Laurence Olivier Awards.
Tra il 2005 e il 2007 recitò prevalentemente in produzioni televisive, come la miniserie storica della BBC The Virgin Queen, dove interpreta Robert Dudley, favorito della regina Elisabetta I d'Inghilterra, e a film indipendenti e di poco successo. Prese parte con un piccolo ruolo alla pellicola Marie Antoinette di Sofia Coppola e successivamente partecipò ad alcuni episodi della serie televisiva Cape Wrath - Fuga dal passato.
Nel 2008 recitò come protagonista del film Bronson, la sua prima grande prova d'attore. Diretta da Nicolas Winding Refn, la pellicola racconta la storia vera del prigioniero Michael Peterson, un ragazzo di 19 anni con il sogno di diventare famoso, ma che viene condannato a sette anni di carcere per avere tentato di rapinare un ufficio postale e che dietro le sbarre non riesce a controllare la propria indole violenta e finisce per passare in carcere ben 34 anni, cambiando poi il suo nome in Charles Bronson, ispirato al noto attore. Per la parte Hardy modificò notevolmente il suo corpo, rasandosi i capelli a zero e aumentando la massa muscolare di ben 20 kg, oltre a incontrare lo stesso Peterson in prigione. Tutti questi sforzi gli valsero un British Independent Film Awards come miglior attore. Nello stesso anno recitò nel film di Guy Ritchie RocknRolla, nel ruolo del gangster gay Bob il bello, che con altri due complici si guadagna da vivere facendo piccoli colpi. Nel 2009 recitò, in un ruolo secondario, al fianco di Morgan Freeman e Antonio Banderas nel thriller The Code di Mimi Leder, poi lavorò nella miniserie in quattro puntate The Take - Una storia criminale, questa volta da protagonista. Nello stesso anno la rivista Variety lo inserì nella lista dei "10 attori da tenere d'occhio".

### Anni 2010

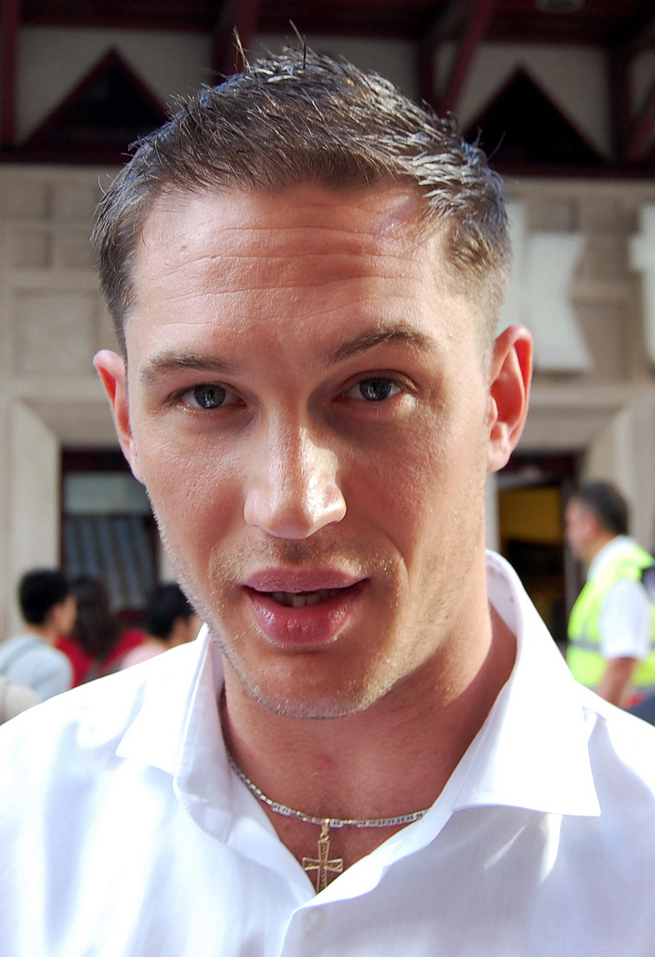
Tom Hardy nel luglio 2010

Il 2010 fu un anno importante per la sua carriera, ottenne il ruolo di Eames, un falsario in grado di cambiare aspetto nei sogni altrui, un personaggio di rilievo nel film fantascientifico di Christopher Nolan Inception. Il film ebbe un ottimo successo, incassando 825,5 milioni di dollari, e l'attore ricevette ottime recensioni per la sua performance. Lo stesso Nolan definì Eames come il personaggio più camaleontico. Nel 2011 fu il protagonista di Warrior di Gavin O'Connor, dove recita al fianco di Nick Nolte. Per interpretare il suo personaggio si sottopose a due mesi di duro allenamento che comprendeva varie arti marziali e allenamento con i pesi, per dieci ore al giorno, aumentando di 13 kg la massa muscolare. Durante le riprese si fratturò un dito della mano, uno del piede e alcune costole. Inoltre fece parte del cast della pellicola di spionaggio La talpa, in cui recita accanto a Gary Oldman e Colin Firth. Per questo ruolo era stato preso in considerazione Michael Fassbender, che dovette rinunciare perché impegnato sul set di X-Men - L'inizio. L'ingaggio di Hardy fu consigliato dal produttore Tim Bevan, sostenendo che l'attore avesse una somiglianza con un giovane Robert Redford.
Nel 2012 fu protagonista, accanto a Chris Pine e Reese Witherspoon, dell'action-comedy Una spia non basta. Durante la lavorazione del film l'attore non si trovò a proprio agio dichiarando: «Ho accettato quella parte perché era la prima diversa dai miei personaggi più cupi. Non ho capito come si possa fare qualcosa che è così divertente e farlo sia così orribile. Probabilmente non realizzerò mai più una commedia romantica». Inoltre fu scelto da Christopher Nolan per interpretare il villain Bane nel film Il cavaliere oscuro - Il ritorno, terzo capitolo della saga su Batman; per ottenere l'aspetto necessario, Hardy aumentò il suo peso di 14 kg. Lavorò molto sulla voce di Bane, abbinando alla fisicità anche una perfetta padronanza del parlato, e recitò per tutto il tempo con una maschera che fornisce al personaggio un gas analgesico per alleviare il dolore che soffre in seguito a delle lesioni subite tempo prima. Diversi anni dopo, nel 2017, l'attore affermò che le trasformazioni del fisico per il ruolo del film Warrior e il personaggio di Bane hanno danneggiato, anche se non in modo irrimediabile, il suo corpo a causa dei continui allenamenti in tempi brevi dichiarando: «Ho sicuramente delle articolazioni che non dovrebbero scricchiolare come invece fanno».
Nello stesso anno presentò al Festival di Cannes la pellicola Lawless, dove recita accanto a Shia LaBeouf, Jason Clarke e Jessica Chastain. Ambientato nel periodo della grande depressione e del proibizionismo, narra la storia di tre fratelli, della Virginia, coinvolti nel commercio clandestino di alcolici. L'attore avrebbe dovuto essere più magro, ma aveva dovuto aumentare la propria massa muscolare per interpretare il ruolo di Bane. Nel novembre 2012 venne scelto per interpretare Sam Fisher nell'adattamento cinematografico di Splinter Cell, ma il film non fu realizzato.
Nel 2013 recitò in Locke, dove veste i panni dell'ingegnere edile Ivan Locke. È l'unico attore che appare sullo schermo, gli altri sono solo voci al telefono. Il film si svolge nell'arco di una notte ed è ambientato in auto, in un viaggio di 90 minuti sull'autostrada M1 da Birmingham a Londra, che per il film fu ricreata sulla North Circular. Iniziate il 18 febbraio 2013 le riprese durarono solamente otto notti, con tre macchine da presa digitali Red Epic montate sull'abitacolo di una BMW X5. La pellicola fu presentata fuori concorso alla 70ª Mostra internazionale d'arte cinematografica di Venezia. Il film ricevette critiche positive, così come l'interpretazione di Hardy; Michael Phillips per il Chicago Tribune scrisse: "Locke" è un atto unico, e Tom Hardy è il suo solista di talento, o Richard Roeper che definì l'attore: "brillante in ogni ruolo". Tra il 2014 e il 2019 ricoprì il ruolo di Alfie Solomons, proprietario di una distilleria camuffata da panetteria, nella serie TV Peaky Blinders.

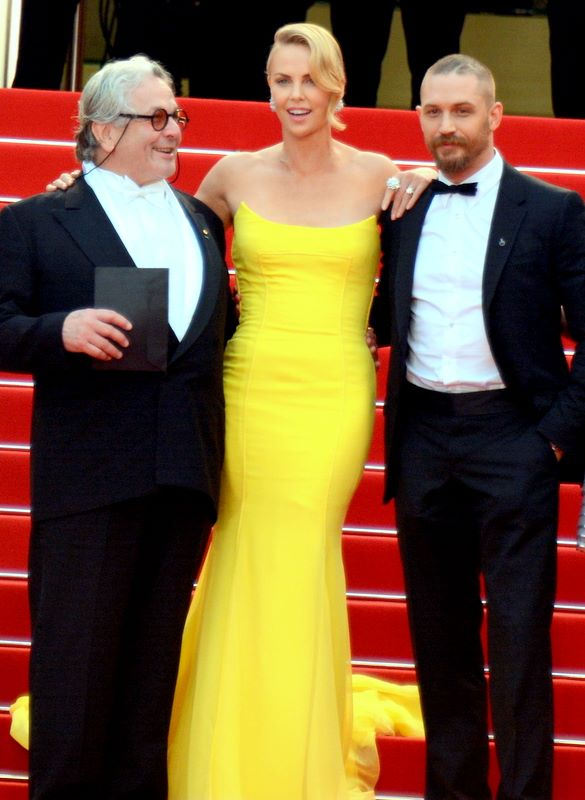
George Miller, Charlize Theron e Tom Hardy al Festival di Cannes nel 2015

Nel 2014 venne scelto come protagonista della pellicola Chi è senza colpa, il film presentato al Toronto International Film Festival il 5 settembre 2014 e che narra le vicende del solitario barista Bob Saginowski coinvolto nel riciclaggio di denaro sporco. Tornò nuovamente sulle scene insieme a Leonardo DiCaprio in Revenant - Redivivo, un thriller ambientato nel gelido inverno del 1823 sulle montagne rocciose del nord America, dove interpreta lo spietato cacciatore di pelli John Fitzgerald. Il film, diretto da Alejandro González Iñárritu, è basato sul romanzo omonimo di Michael Punke. Le riprese si svolsero tra settembre 2014 e agosto 2015 in Canada, Stati Uniti e Argentina sempre con luce naturale e a molti gradi sotto zero. L'attore andò a sostituire Sean Penn, preso precedentemente in considerazione per il ruolo, Hardy a sua volta dovette rinunciare alla parte di Rick Flag in Suicide Squad a causa del prolungarsi delle riprese. Il film uscì nelle sale cinematografiche nel dicembre 2015. Per la sua performance Hardy venne lodato dalla critica, tanto da ricevere una candidatura ai Premi Oscar 2016 come migliore attore non protagonista.
Nel 2015 Hardy recitò in altri quattro film. Fu protagonista, insieme a Charlize Theron, della pellicola Mad Max: Fury Road presentata al Festival di Cannes, dove interpreta il ruolo di Max Rockantansky raccogliendo il testimone di Mel Gibson, che ha interpretato il medesimo personaggio nei capitoli precedenti. Il film fu un successo al botteghino, incassando più di 377 milioni di dollari, e venne universalmente acclamato dalla critica che lo definì "il miglior film d'azione di sempre", mentre l'American Film Institute lo inserì tra i dieci migliori film dell'anno. l'attore dichiarò di avere fatto fatica sul set, sia per l'isolamento sia per l'apparente mancanza di sceneggiatura. La pellicola, su 10 candidature, ottenne ben 6 premi Oscar all'edizione 2016. Recitò accanto a Noomi Rapace e Gary Oldman nella pellicola Child 44 - Il bambino n. 44, dove interpreta Leo un agente del MGB, un'organizzazione poliziesca sovietica segreta. Ambientato in Russia negli anni 50, Leo dovrà cercare di risolvere alcuni casi legati a omicidi di bambini, avvenuti in prossimità di stazioni, ma le indagini saranno ostacolate dallo stesso Governo russo, che rifiuta l'idea che un serial killer possa aggirarsi sul proprio territorio. La pellicola non è uscita nelle sale cinematografiche russe perché dipingerebbe il popolo sovietico in maniera cinica e distorta e andando ad alterare i fatti storici.
Inoltre fu nel cast di London Road, film tratto all'omonimo musical di Alecky Blythe e Adam Cork, e in Legend. In quest'ultimo ricoprì il doppio ruolo dei gemelli Ronald e Reginald Kray, gangster della malavita britannica negli anni '50 e '60. La pellicola, diretta da Brian Helgeland, uscì nelle sale americane nel mese di ottobre 2015. Hardy, che ricopre anche il ruolo di produttore esecutivo, durante la lavorazione s'infortunò gravemente alla caviglia durante una scena di lotta. Per questa interpretazione l'attore ricevette critiche positive come Peter Travers che per Rolling Stone scrisse: «Sembra stupido, e spesso lo è. Eppure Tom Hardy è uno spettacolo». Oppure Liz Braun, che sul Toronto Sun dichiarò: «Non è a corto di emozioni, la più grande è la doppia interpretazione di Tom Hardy».

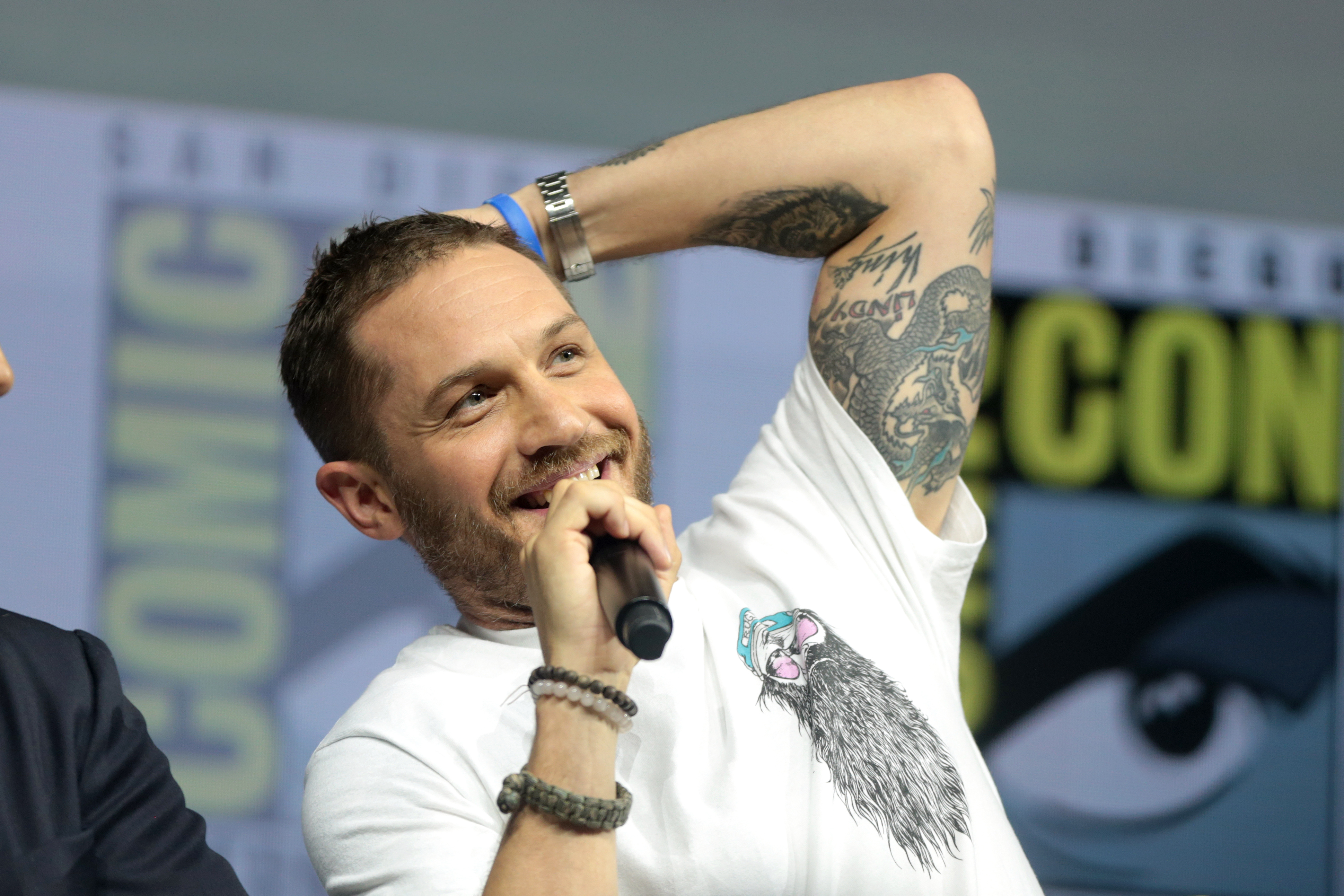
Tom Hardy nel 2018

Dopo un anno di pausa, nel 2017 fu protagonista della serie Taboo, diretta da Kristoffer Nyholm, e di cui fu anche produttore e creatore insieme a Steven Knight e al padre Edward "Chips" Hardy. Narra la storia di un uomo che, dopo avere trascorso dieci anni in Africa ed essere stato dato per morto in un misterioso naufragio, torna inaspettatamente a Londra, reclamando l'eredità del padre, appena morto. La prima stagione conta otto episodi e cominciò ad andare in onda sulla BBC a gennaio del 2017. In Italia andò in onda a partire dal 21 aprile su Sky Atlantic.
Nell'estate dello stesso anno fu nel cast della pellicola Dunkirk, film di guerra ambientato durante la seconda guerra mondiale e diretto da Christopher Nolan. Nei film diretti da Nolan, Il cavaliere oscuro - Il ritorno e Dunkirk, l'attore recitò con parte del volto coperto, e sul perché il regista lodò le doti recitative dell'attore dichiarando: «Siccome Tom è Tom, quello che riesce a fare con un solo occhio supera di gran lunga quello che tanti altri attori possono fare recitando con il corpo intero. È un uomo dal talento straordinario». Inoltre recitò in un cameo nel film Star Wars: Gli ultimi Jedi, la scena fu tagliata in fase di montaggio per la versione cinematografica, ma fu lasciata tra i contenuti extra dell'Home video.
Dall'ottobre 2017 al gennaio 2018 fu impegnato con le riprese del film Venom, dove interpreta l'omonimo antieroe metà umano e metà alieno. Todd McFarlane, co-creatore del personaggio, si definì entusiasta e soddisfatto della scelta di Hardy come protagonista della pellicola, mentre il produttore Matthew Tolmach definì guardare l'attore sul set ogni giorno come «partecipare a una Masterclass». Il film uscì nelle sale cinematografiche il 4 ottobre 2018 e ottenne un ottimo successo di pubblico incassando a livello mondiale 855 milioni di dollari, a fronte di un budget di 213,5 milioni.

### Anni 2020
Nell'aprile 2018 iniziò le riprese del film biografico Capone, diretto da Josh Trank. La pellicola, che narra gli ultimi anni di vita del gangster americano Al Capone, fu distribuita nella primavera del 2020.
A ottobre 2021 viene distribuito nelle sale di tutto il mondo il nuovo film in cui l'attore è uno dei protagonisti, ossia Venom - La furia di Carnage, dove torna a vestire i panni dell'omonimo personaggio dei Marvel Comics, compreso in un cameo nel film Spider-Man: No Way Home (2021), diretto da Jon Watts.
Nel 2024 Hardy interpreta Johnny, capo dei Bikeriders nel film ispirato a un album di fotografie degli anni 60-70 e a ottobre viene distribuito nelle sale di tutto il mondo Venom: The Last Dance dove interpreta per l'ultima volta Eddie Brock.

## Filmografia

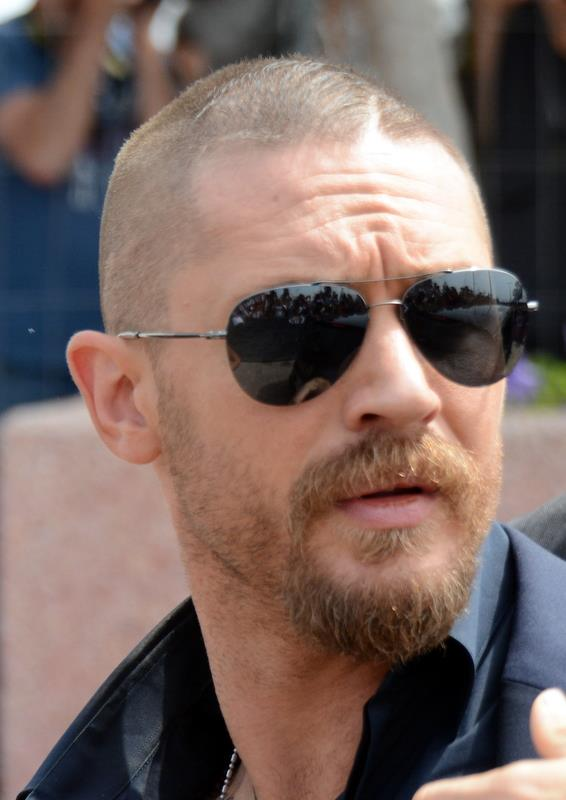
Tom Hardy al Festival di Cannes nel 2015

### Attore

#### Cinema
- Black Hawk Down - Black Hawk abbattuto (Black Hawk Down), regia di Ridley Scott (2001)
- Deserter, regia di Martin Huberty (2002)
- Star Trek - La nemesi (Star Trek: Nemesis), regia di Stuart Baird (2002)
- The Reckoning - Percorsi criminali (The Reckoning), regia di Paul McGuigan (2002)
- LD 50 Lethal Dose, regia di Simon De Selva (2003)
- Dot the I - Passione fatale (Do the I), regia di Matthew Parkhill (2003)
- The Pusher (Layer Cake), regia di Matthew Vaughn (2004)
- EMR, regia di James Erskine e Danny McCullough (2004)
- Minotaur, regia di Jonathan English (2006)
- Marie Antoinette, regia di Sofia Coppola (2006)
- Scenes of a Sexual Nature, regia di Ed Blum (2006)
- Uragano (Flood), regia di Tony Mitchell (2007)
- WΔZ, regia di Tom Shankland (2007)
- The Inheritance, regia di Charles Henri Belleville (2007)
- Sucker Punch, regia di Malcolm Martin (2008)
- Bronson, regia di Nicolas Winding Refn (2008)
- RocknRolla, regia di Guy Ritchie (2008)
- The Code (Thick as Thieves), regia di Mimi Leder (2009)
- Perfect, regia di Christopher Obi – cortometraggio (2009)
- Inception, regia di Christopher Nolan (2010)
- Warrior, regia di Gavin O'Connor (2011)
- La talpa (Tinker, Tailor, Soldier, Spy), regia di Tomas Alfredson (2011)
- Sergeant Slaughter, My Big Brother, regia di Greg Williams – cortometraggio (2011)
- Una spia non basta (This Means War), regia di McG (2012)
- Il cavaliere oscuro - Il ritorno (The Dark Knight Rises), regia di Christopher Nolan (2012)
- Lawless, regia di John Hillcoat (2012)
- Locke, regia di Steven Knight (2013)
- Chi è senza colpa (The Drop), regia di Michaël R. Roskam (2014)
- Child 44 - Il bambino n. 44 (Child 44), regia di Daniel Espinosa (2015)
- Mad Max: Fury Road, regia di George Miller (2015)
- London Road, regia di Rufus Norris (2015)
- Legend, regia di Brian Helgeland (2015)
- Revenant - Redivivo (The Revenant), regia di Alejandro González Iñárritu (2015)
- Dunkirk, regia di Christopher Nolan (2017)
- Venom, regia di Ruben Fleischer (2018)
- Capone, regia di Josh Trank (2020)
- Venom - La furia di Carnage (Venom: Let There Be Carnage), regia di Andy Serkis (2021)
- Spider-Man: No Way Home, regia di Jon Watts (2021) - cameo
- The Bikeriders, regia di Jeff Nichols (2023)
- Venom: The Last Dance, regia di Kelly Marcel (2024)
- Havoc, regia di Gareth Evans (2025)

#### Televisione
- Band of Brothers - Fratelli al fronte (Band of Brothers) – miniserie TV, puntate 9-10 (2001)
- Colditz, regia di Stuart Orme – film TV (2005)
- The Virgin Queen, regia di Coky Giedroyc – miniserie TV (2005)
- Gideon's Daughter, regia di Stephen Poliakoff – film TV (2005)
- Sweeney Todd, regia di David Moore – film TV (2006)
- A for Andromeda, regia di John Strickland – film TV (2006)
- Cape Wrath - Fuga dal passato (Cape Wrath) – serie TV, 5 episodi (2007)
- Stuart: A Life Backwards, regia di David Attwood – film TV (2007)
- Oliver Twist, regia di regia di Coky Giedroyc – miniserie TV (2007)
- Wuthering Heights – miniserie TV (2009)
- The Take - Una storia criminale (The Take), regia di David Drury – miniserie TV (2009)
- Peaky Blinders – serie TV, 13 episodi (2014-2022)
- Taboo – serie TV, 8 episodi (2017)
- MobLand – serie TV  10 episodi (2025 - in corso)

### Produttore

#### Cinema
- Legend, regia di Brian Helgeland (2015)
- Venom, regia di Ruben Fleischer (2018)
- Venom - La furia di Carnage (Venom: Let There Be Carnage), regia di Andy Serkis (2021)
- Venom: The Last Dance, regia di Kelly Marcel (2024)
- Havoc, regia di Gareth Evans (2025)

#### Televisione
- Taboo – serie TV, 8 episodi (2017)
- A Christmas Carol – miniserie TV, 3 puntate (2019)
- Grandi speranze (Great Expectations) – miniserie TV, 6 puntate (2023)

## Teatro
- In Arabia We'd All Be Kings (2003)
- The Modernists (2003)
- Blood (2003)
- Festen (2004)
- The Man of Mode (2007)
- The Long Red Road (2010)

## Riconoscimenti
- Premio Oscar

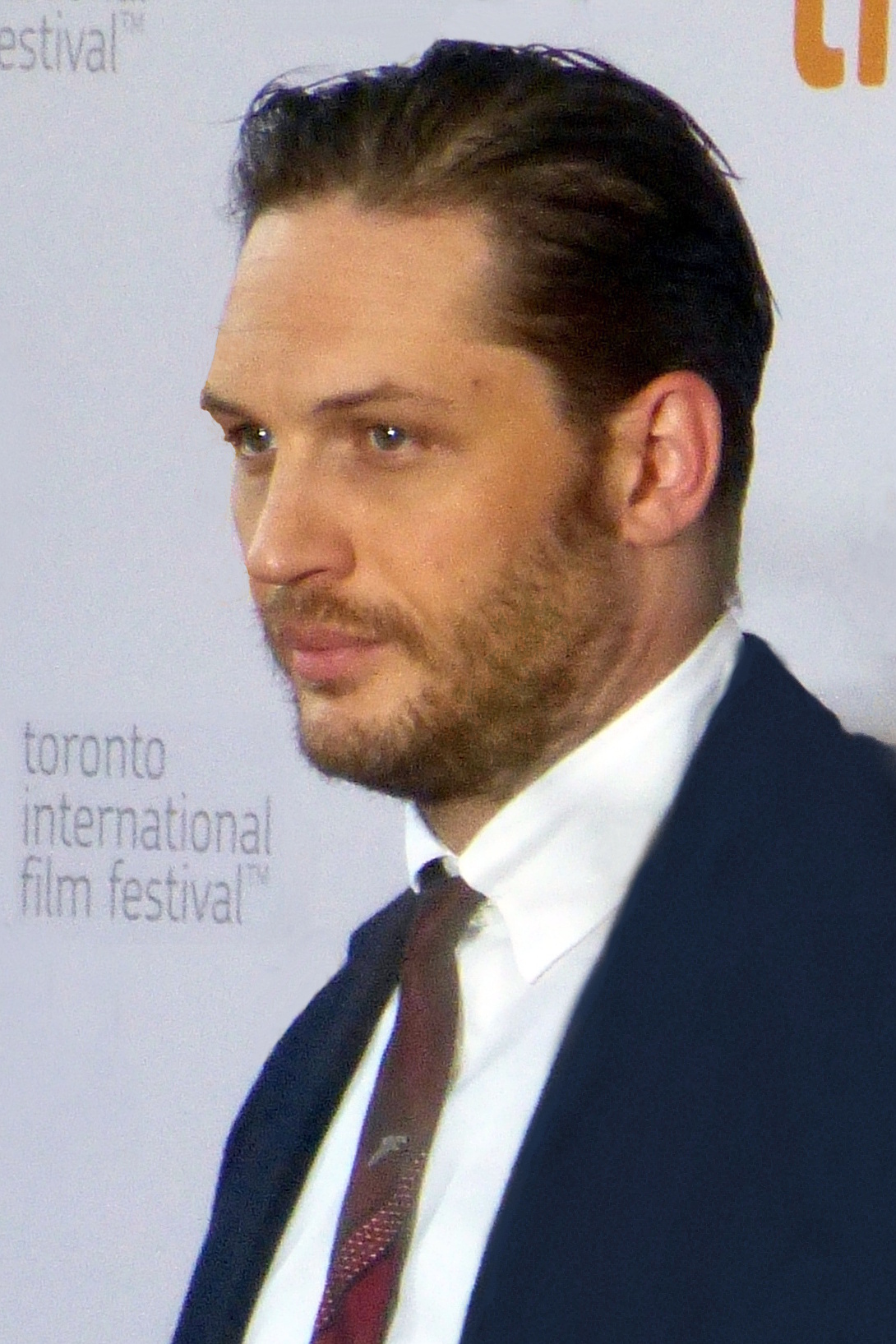
Tom Hardy al Toronto International Film Festival nel 2014

  - 2016 – Candidatura al miglior attore non protagonista per Revenant - Redivivo[91]
- AACTA International Awards
  - 2018 – Candidatura al miglior attore non protagonista per Dunkirk
- Australian Film Critics Association Awards
  - 2016 – Candidatura al miglior attore per Mad Max: Fury Road
- Awards Circuit Community Awards
  - 2015 – Candidatura al miglior attore non protagonista per Revenant – Redivivo[92]
- Premio BAFTA
  - 2008 – Candidatura al miglior attore per Stuart: A Life Backwards
  - 2011 – Miglior stella emergente[93]
- British Independent Film Awards
  - 2009 – Miglior attore per Bronson[94]
  - 2011 – Candidatura al miglior attore non protagonista per La talpa
  - 2013 – Candidatura al miglior attore per Locke
  - 2015 – Miglior attore per Legend
- C21's International Drama Awards
  - 2017 – Miglior attore maschile in una serie drammatica per Taboo[95]
- Central Ohio Film Critics Association
  - 2011 – Candidatura al miglior cast per Inception
  - 2012 – Miglior cast per La talpa
  - 2016 – Candidatura attore dell'anno per Child 44 – Il bambino numero 44, Mad Max: Fury Road, Legend, Revenant – Redivivo
  - 2016 – Candidatura al miglior attore non protagonista per Revenant – Redivivo
- Chlotrudis Awards
  - 2015 – Miglior attore per Locke
- Crime Thriller Awards
  - 2009 – Miglior attore protagonista per The Take - Una storia criminale
- Critics' Choice Movie Award
  - 2016 – Candidatura al miglior attore non protagonista per Revenant - Redivivo[96]
  - 2016 – Miglior attore in un film d'azione per Mad Max: Fury Road[97]
- Dallas-Fort Worth Film Critics Association
  - 2015 – Candidatura al miglior attore non protagonista per Revenant - Redivivo
- Denver Film Critics Society
  - 2016 – Candidatura al miglior attore non protagonista per Revenant - Redivivo
- Detroit Film Critic Society, US
  - 2014 – Candidatura al miglior attore per Locke
  - 2015 – Candidatura al miglior attore per Legend
- Empire Awards
  - 2016 – Candidatura al miglior attore per Legend e Mad Max: Fury Road
- European Film Awards
  - 2014 – Candidatura al miglior attore per Locke[98]
- Evening Standard British Film Awards
  - 2010 – Candidatura al miglior attore per Bronson
- Gay and Lesbian Entertainment Critics Association
  - 2016 – Candidatura alla miglior performance dell'anno per Legend
- Georgia Film Critics Association
  - 2012 – Candidatura al miglior attore non protagonista per La talpa
- Gold Derby Awards
  - 2011 – Candidatura al miglior cast per Inception
  - 2016 – Candidatura al miglior cast per Mad Max: Fury Road
  - 2016 – Candidatura al miglior attore non protagonista per Revenant – Redevivo
- Golden Schmoes Awards
  - 2011 – Candidatura alla miglior performance dell'anno per Inception[99]
  - 2012 – Candidatura alla celebrità favorita dell'anno[100]
  - 2015 – Candidatura al miglior attore per Mad Max: Fury Road[101]
  - 2015 – Candidatura al Miglior attore non protagonista per Revenant – Redivivo[101]
- Houston Film Critics Society Awards
  - 2015 – Candidatura al miglior attore per Locke
  - 2016 – Candidatura al miglior attore per Legend
  - 2016 – Miglior attore non protagonista per Revenant – Redivivo
- Indiana Film Journalists Association
  - 2014 – Candidatura al miglior attore protagonista per Locke
  - 2021 – Candidatura alla miglior performance vocale o in Motion Capture per Venom - La furia di Carnage
  - 2024 – Candidatura alla miglior performance vocale o in Motion Capture per Venom: The Last Dance
- Indiewire Critics' Poll
  - 2009 – Candidatura al miglior attore protagonista per Bronson
  - 2014 – Candidatura al miglior attore protagonista per Locke
- International Online Cinema Awards
  - 2014 – Candidatura al miglior attore per Locke
  - 2015 – Candidatura al miglior attore per Mad Max: Fury Road
- Italian Online Movie Awards
  - 2015 – Candidatura al migliore attore protagonista per Locke
- Jupiter Award
  - 2016 – Candidatura al miglior attore internazionale per  Mad Max: Fury Road
- Kansas City Film Critics Circle Awards
  - 2015 – Candidatura al miglior attore non protagonista per Revenant – Redivivo
- London Critics Circle Film Awards
  - 2010 – Candidatura all'attore britannico dell'anno per Bronson[102]
  - 2011 – Candidatura al miglior attore britannico non protagonista per Inception
  - 2015 – Candidatura al miglior attore britannico dell'anno per Chi è senza colpa e Locke[103]
  - 2016 – Candidatura al miglior attore britannico dell'anno per Legend[104]
  - 2016 – Attore britannico dell'anno per Mad Max: Fury Road, Legend, The Revenant e London Road[105]
  - 2016 – Candidatura al miglior attore non protagonista per Revenant - Redivivo[104]
- Los Angeles Film Critics Association
  - 2014 – Miglior attore per Locke
- Los Angeles Online Film Critics Society Awards
  - 2018 – Candidatura ai migliori effetti visivi o performance animata per Venom
  - MTV Movie Awards
  - 2011 – Candidatura alla miglior battuta per Inception
  - 2012 – Candidatura al miglior combattimento (condiviso con Joel Edgerton) per Warrior
  - 2013 – Candidatura al miglior cattivo per Il cavaliere oscuro - Il ritorno[106]
  - 2013 – Candidatura al miglior combattimento (condiviso con Christian Bale) per Il cavaliere oscuro - Il ritorno[106]
  - 2016 – Candidatura al miglior cattivo per Revenant - Redivivo
  - 2016 – Candidatura al miglior combattimento (condiviso con Charlize Theron) per Mad Max: Fury Road
  - 2019 – Candidatura al miglior bacio (condiviso con Michelle Williams) per Venom
- National Society of Film Critics Awards, USA
  - 2015 – Candidatura al miglior attore per Locke
- Nevada Film Critics Society
  - 2012 – Miglior attore per Warrior
  - 2015 – Miglior attore non protagonista per Revenant – Redivivo
- North Carolina Film Critics Association
  - 2015 – Candidatura al miglior attore per Locke
- Online Film & Television Association
  - 2011 – Candidatura miglior Breakthrough per Inception
  - 2016 – Miglior attore non protagonista per Revenant – Redivivo
- People's Choice Awards
  - 2011 – Candidatura al miglior cast per Inception
- Phoenix Critics Circle
  - 2015 – Candidatura al miglior attore non protagonista per Revenant – Redivivo
- Phoenix Film Critics Society Awards
  - 2010 – Candidatura al miglior cast per Inception
  - 2015 – Candidatura al miglior attore non protagonista per Revenant – Redivivo
- Royal Television Society
  - 2010 – Candidatura al miglior attore per The Take – Una storia criminale
- Russian National Movie Awards
  - 2013 – Candidatura al miglior attore dell'anno
  - 2014 – Candidatura al miglior attore del decennio
- San Diego Film Critics Society Awards
  - 2014 – Candidatura al miglior attore per Locke
- Sant Jordi Awards
  - 2015 – Miglior attore straniero per Locke e Chi è senza colpa
- Satellite Award
  - 2011 – Candidatura al miglior attore per Warrior[107]
  - 2016 – Candidatura al miglior attore per Legend
  - 2018 – Candidature al miglior attore in una serie drammatica per Taboo[108]
- Saturn Award (Academy of Science Fiction, Fantasy & Horror Films)
  - 2003 – Candidatura al miglior attore non protagonista per Star Trek - La nemesi
  - 2011 – Candidatura al miglior attore non protagonista per Inception[109]
- Scream Award
  - 2010 – Breakout Performance per Inception
- Seattle Film Critics Awards
  - 2015 – Candidatura al miglior attore per Locke
  - 2016 – Candidatura al miglior attore non protagonista per Revenant – Redivivo
- St. Louis Film Critics Association
  - 2014 – Candidatura al miglior attore per Locke
- Teen Choice Awards
  - 2012 – Candidatura al miglior attore di film d'azione per Warrior
  - 2013 – Candidatura al miglior cattivo per Il cavaliere oscuro - Il ritorno[110]
- Toronto Film Critics Association Awards
  - 2014 – Miglior attore per Locke[111]
  - 2015 – Miglior attore per Legend[112]
- Village Voice Film Poll
  - 2009 – Candidatura al miglior attore per Bronson
  - 2014 – Candidatura al miglior attore per Locke
- Washington D.C. Area Film Critics Association
  - 2010 – Candidatura al miglior cast per Inception
  - 2015 – Candidatura al miglior attore non protagonista per Revenant - Redivivo
- Women Film Critics Circle Awards
  - 2011 – Candidatura al miglior attore per Warrior e La talpa
  - 2014 – Candidatura al miglior attore per Locke

## Doppiatori italiani
Nelle versioni in italiano delle opere in cui ha recitato, Tom Hardy è stato doppiato da:
- Adriano Giannini in Lawless, Revenant - Redivivo, Venom, Venom - La furia di Carnage, Spider-Man: No Way Home, Venom: The Last Dance
- Marco Foschi in Warrior, La talpa, Mad Max: Fury Road
- Simone D'Andrea in The Bikeriders, Havoc, MobLand
- Gianfranco Miranda in Band of Brothers - Fratelli al fronte, Marie Antoinette
- Francesco Bulckaen in Star Trek - La nemesi, Inception
- Francesco Pezzulli in Minotaur, The Code
- Riccardo Scarafoni in Bronson, Peaky Blinders
- Stefano Crescentini in RocknRolla, Una spia non basta
- Fabrizio Pucci in Locke, Chi è senza colpa
- Stefano Miceli in Black Hawk Down - Black Hawk abbattuto
- Paolo Vivio in The Reckoning - Percorsi criminali
- Riccardo Rossi in The Pusher
- Riccardo Niseem Onorato in The Virgin Queen
- Fabrizio Manfredi in Cape Wrath - Fuga dal passato
- Fabrizio Vidale in The Take - Una storia criminale
- Filippo Timi ne Il cavaliere oscuro - Il ritorno
- Alberto Angrisano in Child 44 - Il bambino n. 44
- Giorgio Borghetti in Legend
- Marco Vivio in Dunkirk
- Pasquale Anselmo in Taboo
- Fabio Boccanera in Capone